# Brasil nos Jogos Olímpicos de Verão de 1932
O Brasil competiu nos Jogos Olímpicos de Verão de 1932 em Los Angeles, nos Estados Unidos. O Brasil retornou aos Jogos Olímpicos após deixar de competir nos Jogos Olímpicos de Verão de 1928. Nessa edição, a delegação voltou ao país sem ter conquistado nenhuma medalha.
Como a Grande Depressão havia assolado o país foi necessário vender café no caminho da viagem, para custear as despesas, mesmo assim na chegada a Los Angeles, de 82 atletas que viajaram no navio Itaquicê, apenas 67 desembarcaram já que era necessário pagar uma taxa por pessoa na chegada.
Foi a estreia das brasileiras em olimpíadas, representadas pela nadadora Maria Lenk, que também foi a 1ª sul-americana a participar dos Jogos Olímpicos.
Outro destaque foi o corredor Adalberto Cardoso que desembarcou em São Francisco faltando 24h para a competição em Los Angeles. Percorreu os 600 km entre as duas cidades a pé e depois de carona, só chegando ao estádio 10 minutos antes da corrida de "10000 metros rasos". Sem ter dormido por mais de 18 horas, sem ter se alimentado direito e sem tempo para se vestir adequadamente, Cardoso competiu descalço e terminou em último lugar, mas foi aplaudido pelo público e ganhou uma medalha de bronze especial de honra ao mérito em reconhecimento pelo seu esforço..

## Competidores
| Esporte       | Masculino | Feminino | Total |
| ------------- | --------- | -------- | ----- |
| Atletismo     | 19        | 0        | 19    |
| Natação       | 7         | 1        | 8     |
| Polo aquático | 8         | 0        | 8     |
| Remo          | 18        | 0        | 18    |
| Tiro          | 6         | 0        | 6     |
| Total         | 58        | 1        | 59    |

| Medalha                    | Atleta            | Esporte   | Modalidade    | Data       |
| -------------------------- | ----------------- | --------- | ------------- | ---------- |
| Medalha de Honra ao Mérito | Adalberto Cardoso | Atletismo | 10000 m rasos | 31/07/1932 |